# Vahbarz
Vahbarz, v grških virih znan kot Oborz, je bil v prvi polovici 2. stoletja pr. n. št. frataraka Perzije, * neznano, † 164 pr. n. št.
Njegovo vladanje so zaznamovala njegova prizadevanja za uveljavitev Perzije (Farza) kot kraljestva,  neodvisnega od Selevkidov. Tri desetletja je vladal neodvisno in z osvojitvijo selevkidske Harakena celo razširil  svoje kraljestvo na zahod. Leta 164 pr. n. št. so Selevkidi pregnali njegovo vojsko iz Harakene in Vahbarza prisilili na ponoven vazalni odnos s Selevkidi. Nasledil ga je Bajdad.

## Ozadje
Od konca 3. ali začetka 2. stoletja pr. n. št. so v Perziji vladale lokalne dinastije, podrejene Selevkidskemu cesarstvu. Vladarji so se naslavljali s frataraka, kar pomeni vodja, guverner ali predhodnik. Fratarake so obstajali že v ahemenidskem obdobju. in poudarjali svojo tesno povezanost s kraljem kraljev Ahemenidov. Prestolnica fratarak je bila verjetno nekdanja ahemenidska  prestolnica Perzepolis, kjer so tudi sami financirali novogradnje. Fratarake so bili tradicionalno obravnavani kot duhovniška dinastija ali zagovornica verskega (in političnega) nasprotovanja helenizmu, vendar to ne velja več.

## Kronologija fratarak
V preteklosti  je veljalo, da so fratarake vladali v naslednjem zaporedju: Bajdad, Ardahšir I., Vahbarz, Vadfradad I. in Vadfradad II. Nedavne najdbe kovancev kažejo, da so vladali v naslednjem zaporedju: Ardahšir I., Vahbarz, Vadfradad I., Bajdad in Vadfradad II. 

## Vladanje
Vahbarz je postal perzijski kralj nekje v prvi polovici 2. stoletja pr. n. št., verjetno okoli leta 205 pr. n. št. Zanj na splošno velja, da je bil istoveten z Oborzom,  ki je po besedah njegovega sodobnika,  makedonskega pisca Polineja, v Komastu usmrtil 3.000 grških vojaških naseljencev (katoikoi) zaradi suma, da so organizirali upor proti njemu. Poboj se šteje za prvi poskus fratarak, da se osvobodijo selevkidske oblasti. Poboj katoikojev je obeležen na njegovih kovancih. Na njih v ahemenidskih oblačilih ubija grškega vojaka. Na prednji strani je napis "Vahbarz je/lahko zmaga, (on) ki (je) poveljnik karanov (κἀρανος)". Poboj se je zgodil verjetno med 205-190/189 pr.n.š., predvidoma po porazu Selevkidov z Rimsko republiko v bitki pri Termopilah leta 191 pr. n. št. Selevkidsko cesarstvo je pred porazom pod kraljem Antiohom III. Velikim (vladal 222 – 187 pr. n. št.) doseglo več pomembnih vojaških zmag in znatno razširilo ozemlje cesarstva proti vzhodu in zahodu. Vahbarz je očitno izkoristil trenutek selvkidske šibkosti in hkrati tvegal, da bo izgubil svoje kraljestvo.
Po smrti Antioha III. Velikega leta 187 pr. n. št. je selevkidska oblast v južnih provincah oslabela, kar je Perzijcem pod Vahbarzom omogočilo, da ne samo razglasijo neodvisnost, temveč se razširijo tudi na ozemlje Harakene in tam postavijo Sagdodonaka za svojega guvernerja. Natančen datum perzijske osvojitve Harakene in imenovanja Sagdodonaka ni znan. To bi se lahko zgodilo poleti 184 pr. n. št., ko je oblast Selevkidov nad južnimi provincami še bolj oslabela. Vahbarz je v tem času začel uporabljati naslov kāren, ki je enakovreden grškemu  avtokratu, in so ga nosili ugledni ahemenidski vojaški voditelji, na primer Kir Mlajši.
Leta 164 pr. n. št., med vladanjem Antioha IV. Efipana (vladal 175 – 164 pr. n. št.), so Selevkidi ponovno vzpostavili svojo oblast v Perziji in Harakeni.  Vojnemu pohodu je poveljeval selevkidski general Numenij, ki je zamenjal Sagdonaka na položaju harakenskega guvernerja. Dogodki kažejo, da je Vahbarz tri desetletja vladal kot neodvisen vladar. Njegova usoda po selevkidski osvojitvi Perzije je sporna. Mogoče je, da se je pred selevkidskim pohodom na Perzijo ponovno podredil Selevkidom in nadaljeval svoje vladanje kot selevkidski vazal. Zgleda, da je Vahbarza še isto leto nasledil Bajdad.

### Primarni viri
- Polyaenus. Stratagems in War.

### Sodobni viri
- Curtis, Vesta Sarkhosh (2007), »The Iranian Revival in the Parthian Period«,  v Curtis, Vesta Sarkhosh and Sarah Stewart (ur.), The Age of the Parthians: The Ideas of Iran, zv. 2, London & New York: I.B. Tauris & Co Ltd., in association with the London Middle East Institute at SOAS and the British Museum, str. 7–25, ISBN 978-1-84511-406-0.
- Engels, David. Iranian Identity and Seleucid Allegiance; Vahbarz, the Frataraka and Early Arsacid Coinage, in: K. Erickson (ed.), The Seleukid Empire, 281-222 BC. War within the Family, Swansea, 2018, 173-196 (v angleščini).
- Shayegan, M. Rahim (2011). Arsacids and Sasanians: Political Ideology in Post-Hellenistic and Late Antique Persia. Cambridge University Press. str. 1–539. ISBN 9780521766418.
- Sellwood, David (1983), »Minor States in Southern Iran«,  v Yarshater, Ehsan (ur.), Cambridge History of Iran, zv. 3.1, London: Cambridge UP, str. 299–322
- Shahbazi, A. Sh. (1986). »Arsacids i. Origins«. Encyclopaedia Iranica, Vol. II, Fasc. 5. str. 525.
- Wiesehöfer, Josef (2000). »Frataraka«. Encyclopaedia Iranica, Vol. X, Fasc. 2. str. 195.
- Wiesehöfer, Josef (2009). »Persis, Kings of«. Encyclopaedia Iranica.
- Wiesehöfer, Josef (2013). »Fratarakā and Seleucids«.  V Potts, Daniel T. (ur.). The Oxford Handbook of Ancient Iran. Oxford University Press. str. 728–751. ISBN 9780190668662.

| Vahbarz Rojen: neznano Umrl: 164 pr. n. št. |                                                |                   |
| Predhodnik: Ardahšir I.                     | Frataraka Perzije okoli 205 (?)–164 pr. n. št. | Naslednik: Bajdad |